# Cucullia minogenica
Cucullia minogenica är en fjärilsart som beskrevs av Hans Rebel 1920 1916. Cucullia minogenica ingår i släktet Cucullia och familjen nattflyn. Inga underarter finns listade i Catalogue of Life.